# Zamek Mackenzie
Zamek Mackenzie – budynek w stylu eklektycznym, zaprojektowany przez florenckiego architekta Gina Coppedè na zamówienie szkockiego ubezpieczyciela Evana Mackenziego i zbudowany w latach 1897–1904 w Genui, w dzielnicy Casteletto. Od 2002 roku stanowi własność domu aukcyjnego Casa d’aste Cambi. W jego pomieszczeniach urządzono sale muzealne. Organizowane są też w nim imprezy kulturalne.

## Okoliczności powstania zamku
W 1897 roku młody florencki architekt, Gino Coppedè, otrzymał pierwsze ważne zlecenie – wzniesienie na jednym ze wzgórz Genui budynku inspirowanego toskańską architekturą zamkową. Zleceniodawcą był szkocki ubezpieczyciel, Evan Mackenzie, przedstawiciel firmy Lloyd’s w Genui i zamożny kolekcjoner sztuki, który odwiedzał we Florencji warsztat stolarski i artystyczny ojca Gina Coppedè, Mariana. Gino Coppedè i Mackenzie spotkali się wcześniej, prawdopodobnie przypadkowo, w pracowni rzeźbiarza i antykwariusza Pasqualego Romanelli we Florencji. Obaj dzielili wspólne zamiłowanie do estetycznych i kulturowych modeli wyidealizowanego „stylu florenckiego”. Mackenzie głęboko pasjonował się średniowieczną i renesansową tradycją artystyczną, zwłaszcza toskańską, o czym świadczą jego osobliwe upodobania kolekcjonerskie, w których widoczny był kult Florencji. Miał w swych zbiorach słynną kolekcję wydań dzieł Dantego, podarowaną w 1939 roku przez jego córkę Isę de Thierry bibliotece Berio w Genui. W twórczości Coppedè z kolei wątki tradycyjne przeplatały się z jego osobistymi odniesieniami do rodzącej się architektury nowoczesnej.

## Lokalizacja
Kompleks zamku Mackenzie, składający się z obszernej rezydencji, rozległego ogrodu i stróżówki, położony jest w dzielnicy Castelletto, na zboczu opadającym od wzgórza Righi w kierunku placu Manin.

## Budowa
Zamek narodził się jako złożone dzieło modernizacji już istniejącego budynku, XVI-wiecznej willi Zignago, którą architekt przebudował, zmieniając jej pierwotne założenie poprzez dobudowę wież, murów obronnych, mostów zwodzonych, wież strażniczych, tarasów, patiów i grot. W willi mieściły się najważniejsze, reprezentacyjne pomieszczenia. Budynek ten Coppedé rozbudował następnie w kierunku zachodnim, w efekcie czego obecny zamek stanowi zespół dwóch połączonych ze sobą obiektów. Zamek i park zrealizowano w latach 1897–1902, natomiast stróżówkę w latach 1903–1904, już po uporządkowaniu ogrodu otaczającego zamek.

## Architektura
Budynek zamku składa się z 4 pięter, przedzielonych małymi mezzaninami i z piwnicy, połączonej ze sztucznymi jaskiniami. Ma 50 pomieszczeń. Za wyidealizowaną fasadą średniowiecznego zamku architekt ukrył wszelkie wygody cechujące nowoczesny dom – jego piętra obsługuje winda, wewnątrz założono instalację elektryczną, a na pierwszym piętrze zbudowano niewielki basen z podgrzewaną wodą. W niektórych wieżach umieszczono kominy. Dla odprowadzania wody deszczowej zbudowano rzygacze. Dodatkową komunikację pomiędzy piętrami zapewniają zewnętrzne, kamienne schody. Wnętrze budynku cechuje obfitość dekoracji ściennych, wykonanych drewna, barwionych witraży i marmuru. Znalazła się nim nawet kaplica, ozdobiona dekoracjami z drewna i wyposażona w organy. W najstarszej części obiektu architekt usunął oryginalne schody, tworząc na parterze reprezentacyjne pokoje, które wychodzą na wschód i południe. Od strony via Cabella powstało monumentalne atrium z okazałym kominem oraz marmurowymi ławami. Z atrium prowadzą na górę marmurowe schody. W bibliotece, podzielonej na 2 kondygnacje, które łączy drewniana klatka schodowa, znajduje się kolekcja Mackenziego, z wyjątkiem tych dzieł, które jego córka przekazała bibliotece Berio.
Powierzchnia zamku wynosi 4 000 m², a kubatura 16 000 m³. Jego główna wieża ma 40 m wysokości, a łącznie ze wzgórzem wznosi się na wysokość 180 m n.p.m.

### Styl
Architektura zamku Mackenzie wpisuje się w nurt historyzmu, rozpowszechnionego wówczas we Włoszech, a zwłaszcza w Genui. W dziele Coppedè doszła do głosu jego zdolność do łączenia różnych stylistycznych i dekoracyjnych wzorców z przeszłości, zaczerpniętych z jednej strony z tradycji Toskanii, a nawet ze sztuki antycznej (kopie starożytnych posągów we wnętrzu budynku i w jaskiniach oraz liczne znaleziska archeologiczne, umieszczone na podwórkach i tarasach zamku), a z drugiej – z rodzącego się stylu secesyjnego (detale dekoracyjne na fasadzie budynku). Jeszcze przed ukończeniem prac budowlanych prasa europejska umieściła zamek wśród tych miejsc w Genui, których przy zwiedzaniu nie można pominąć; również prasa lokalna poświęciła mu entuzjastyczne strony określając go jako „kaprys królewski” („cappriccio di re”).
Zbudowany dla Mackenziego zamek stał się dla Coppedè punktem wyjścia dla jego późniejszych, znaczących realizacji w Genui, takich jak zamek Türcke Boccadasse (1903), zamek Bruzzo w Castelletto (1906-10) czy Villa Canali-Gaslini przy corso Italia (1922-1924). Zamek ten nie był jednak pierwszym budynkiem eklektycznym w Genui, bowiem już kilka lat wcześniej, w latach 1886–1892 pojawił się w Genui, na szczycie Monte Galletto, zamek D’Albertis, zaprojektowany przez architekta Marca Aurelia Crottę na zlecenie kapitana Enrica D’Albertisa i zbudowany przez inżynierów Mattea Grazianiego i Francesca M. Parodiego, a udekorowany przez rzeźbiarza Agostina Allegra.

## Dzieje zamku
Zamek był zamieszkiwany przez rodzinę Mackenzie przez 27 lat. W 1935 roku, 4 lata po śmierci Evana Mackenziego, jego córka Isa sprzedała zamek agencji nieruchomości. Podczas II wojny światowej został zajęty przez Wehrmacht, a następnie przez aliantów. W latach 50. stał się siedzibą Karabinierów. W 1956 roku, w uznaniu stylu Coppedé, został uznany za zabytek narodowy. W latach 60. i 70., po opuszczeniu go przez Karabinierów, stał się miejscem realizacji różnych inicjatyw oraz siedzibą towarzystwa gimnastycznego. W tym okresie pogorszył się jego stan techniczny, a jego wyposażenie rozkradziono. W 1986 roku zamek kupił amerykański mecenas sztuki, Mitchell Wolfson Jr., aby ulokować w nim kolekcję wyrobów i dzieł sztuki XX wieku, a następnie otworzyć go jako muzeum. W 1995 roku, po odrestaurowaniu części zewnętrznych, przerwano prace adaptacyjne obiektu. W czerwcu 2002 roku zamek kupił Dom Aukcyjny Cambi. Pomimo jego zabytkowego charakteru dokonano w nim pewnej modernizacji wyposażając go w centralne ogrzewanie, doprowadzając do wszystkich łazienek ciepłą i zimną wodę, zbudowano też kryty, podgrzewany basen z sauną oraz windę na 25 osób.
Zamek jest udostępniony do zwiedzania wyłącznie dla grup z przewodnikiem.

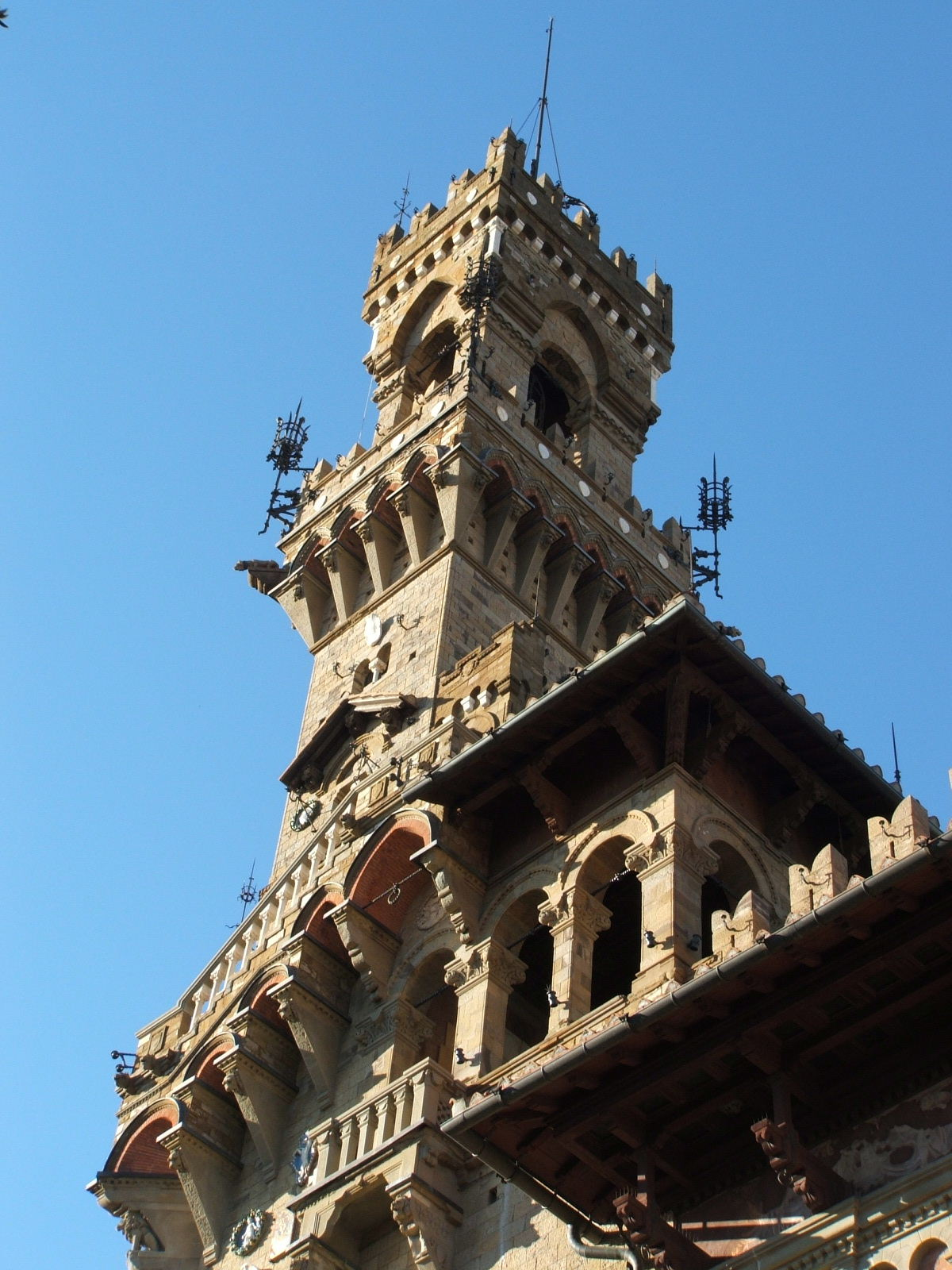
Wieża
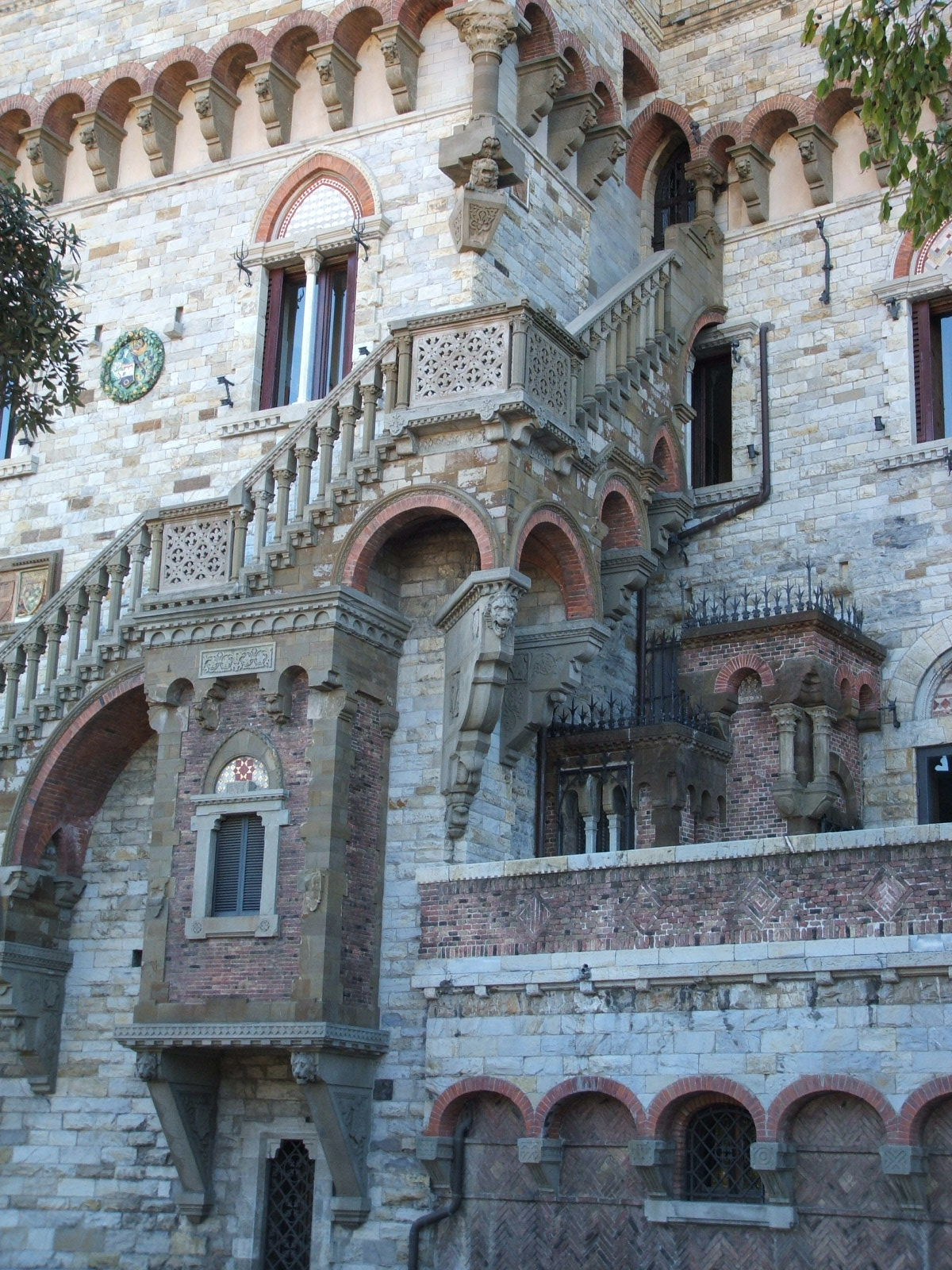
Zewnętrzne schody
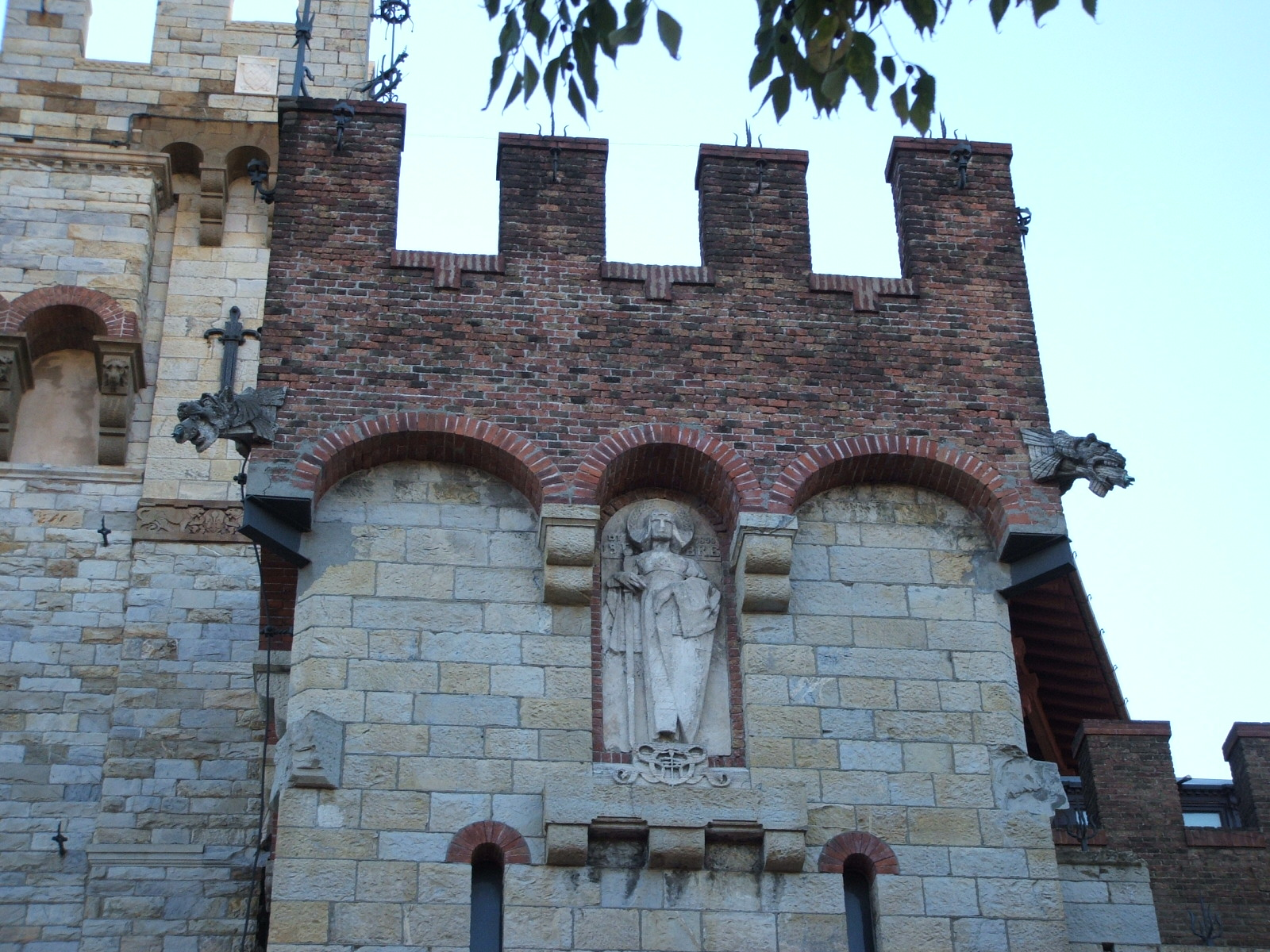
Detale dekoracyjne
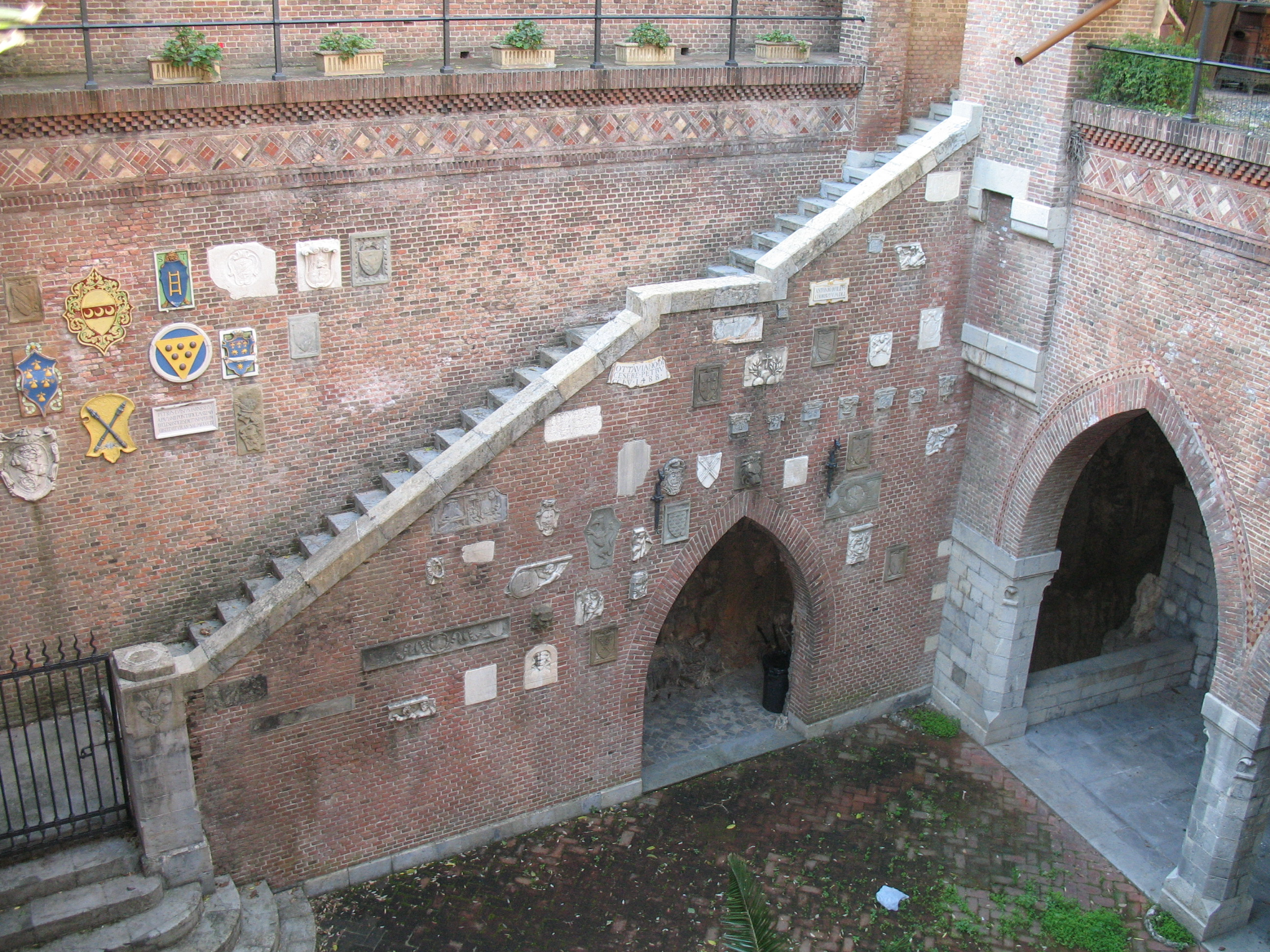
Fragment dziedzińca wewnętrznego
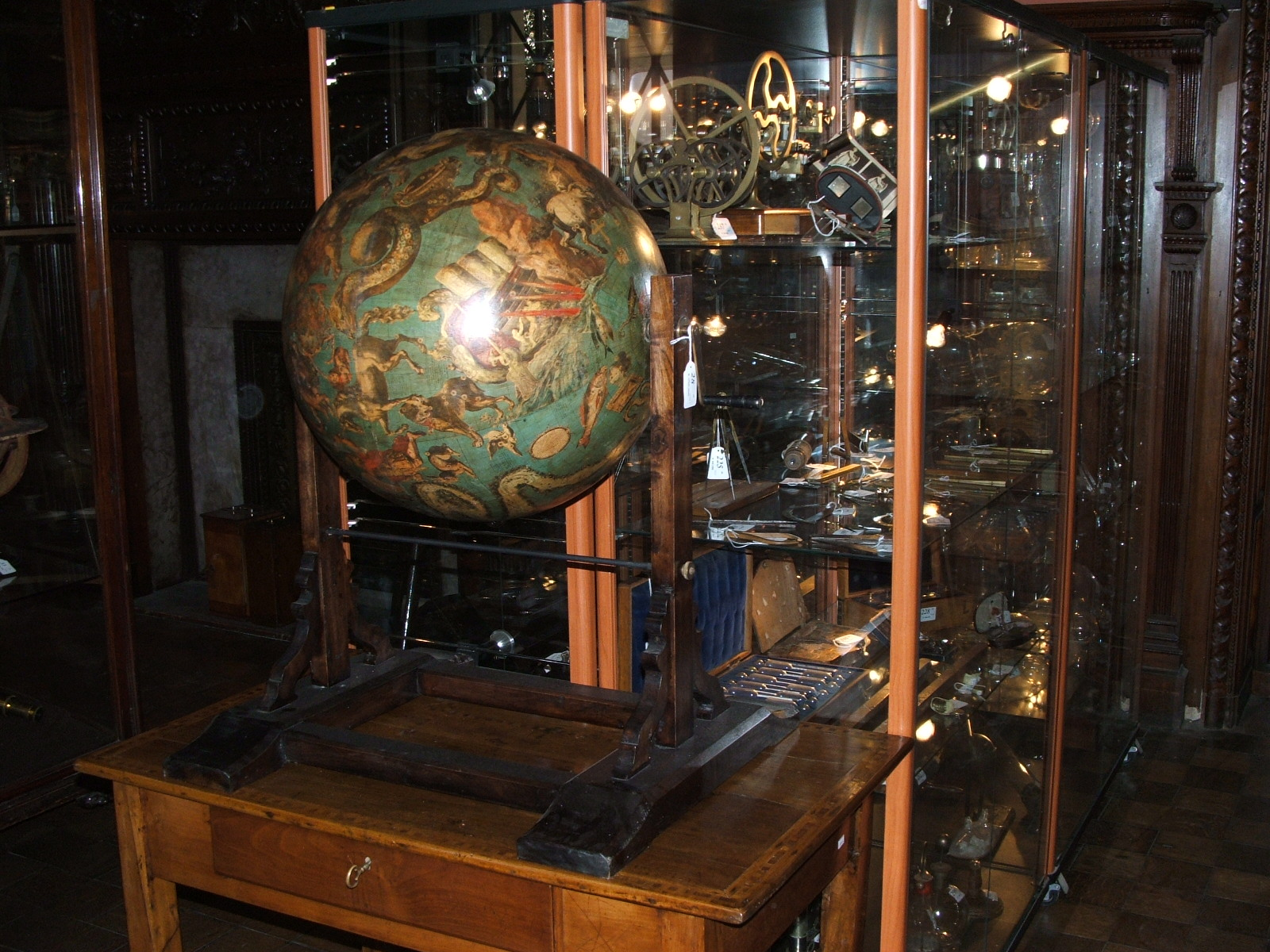
Jedna z sal wystawowych